# Alejandra Arévalo
Alejandra Arévalo (* 18. August 1996) ist eine peruanische Leichtathletin, die sich auf den Stabhochsprung spezialisiert hat, aber auch im Weitsprung an den Start geht.

## Sportliche Laufbahn
Erste internationale Erfahrungen sammelte Alejandra Arévalo im Jahr 2012, als sie bei den Jugendsüdamerikameisterschaften in Mendoza mit 5,62 m die Bronzemedaille im Weitsprung gewann und mit übersprungenen 3,30 m den vierten Platz im Stabhochsprung belegte. Im Jahr darauf belegte sie bei den Juegos Bolivarianos in Trujillo mit 3,40 m den fünften Platz und 2015 belegte sie bei den Juniorensüdamerikameisterschaften in Cuenca mit 1,60 m den siebten Platz im Hochsprung und wurde im Stabhochsprung mit einer Höhe von 3,40 m Vierte. 2016 gewann sie bei den U23-Südamerikameisterschaften in Lima mit 5,60 m die Bronzemedaille im Weitsprung hinter der Brasilianerin Claudine Paola de Jesus und Macarena Borie aus Chile. Mit 1,60 m belegte sie den siebten Platz im Hochsprung und erreichte mit 3,70 m Rang fünf im Stabhochsprung. Nach mehreren Jahren Wettkampfpause gewann sie 2021 mit übersprungenen 4,00 m die Bronzemedaille bei den Südamerikameisterschaften in Guayaquil hinter der Kolumbianerin Stefany Castillo und Isabel de Quadros aus Brasilien. Im Jahr darauf belegte sie bei den Hallensüdamerikameisterschaften in Cochabamba mit 5,86 m den fünften Platz im Weitsprung und gewann mit 4,00 m die Silbermedaille im Stabhochsprung hinter der Brasilianerin Isabel de Quadros. Zudem brachte sie im Dreisprung keinen gültigen Versuch zustande.
In den Jahren 2013 und 2021 wurde Arévalo peruanische Meisterin im Stabhochsprung.

## Persönliche Bestleistungen
- Hochsprung: 1,60 m, 29. Mai 2015 in Cuenca
- Stabhochsprung: 4,00 m, 29. Mai 2021 in Guayaquil
  - Stabhochsprung (Halle): 4,00 m, 20. Februar 2022 in Cochabamba
- Weitsprung: 5,69 m (+0,3 m/s), 6. Oktober 2013 in Lima
  - Weitsprung (Halle): 5,86 m, 19. Februar 2022 in Cochabamba
- Dreisprung: 11,90 m (0,0 m/s), 13. November 2021 in Lima